# 323 př. n. l.

## Události

### Makedonká říše
- Po Alexandrově úmrtí je králem zvolen Filip III., nelegitimní syn Filipa II. Jelikož není schopen vládnout, Perdikkas je určen regentem makedonské říše.
- Rozdělení říše:
  - Antipatros: Makedonie a Řecko
  - Laomedon: Sýrie a Fénicie
  - Filotas: Kilikie
  - Peithon: Médie
  - Antigonos: Pamfýlie a Lýkie
  - Leonnatos: Frýgie
  - Neoptolemos: Arménie
  - Ptolemaios: Egypt
  - Eumenés: Kappadokie a Paflagonie
  - Lysimachos: Thrákie
- Jinde nechal Perdikkas správce dosazené již Alexandrem.
  - Taxilés a Poros: vlastní království v Indii
  - Alexandrův tchán Oxyartés: Gandharie
  - Sibyrtios: Arachosie a Gedrosie
  - Stasanor: Arie a Drangianie
  - Filip: Baktrie a Sogdiánie
  - Fratafernés: Parthie a Hyrkánie
  - Peukestas: Persie
  - Tlepolemos: Carmanie
  - Atropatés: severní Médie
  - Archon: Babylónie
  - Arkesilas: severní Mezopotámie.

### Řecko
- Některá města v severním Řecku v čele s Athénami povstala po Alexandrově smrti proti Antipatrovi, makedonskému místodržícímu. Porazili ho v otevřené bitvě a několik měsíců obléhali v pevnosti Lamia.
- Aristotelés, řecký filosof a vědec, je kvůli svým sympatiím s Makedonií obžalován z bezbožnosti. Nakonec utíká do Chalkidy na Euboii.
- Theofrastos se po jeho nuceném odchodu stává hlavou Lykea, filosofické školy založené Aristotelem v Athénách.

## Narození
- Alexandr IV. Makedonský – syn Alexandra Velikého

## Úmrtí
- 10. červen – Alexandr Veliký umírá v Babylónu
- Díogenés ze Sinópé – antický filosof
- Lýkurgos, athénský politik a řečník.

## Hlava státu
- Egypt – Alexandr III. Veliký (332 – 323 př. n. l.) » Filip III. Arrhidaios (323 – 317 př. n. l.) a Alexandr IV. Aigos (323 – 310 př. n. l.)
- Bosporská říše – Pairisades I. (349 – 311 př. n. l.)
- Kappadokie – Ariarathes I. (331 – 322 př. n. l.)
- Bithýnie – Zipoetes I. (326 – 297 př. n. l.)
- Sparta – Kleomenés II. (370 – 309 př. n. l.) a Eudamidas I. (331 – 305 př. n. l.)
- Athény – Hegesias (324 – 323 př. n. l.) » Ciphisodorus (323 – 322 př. n. l.)
- Makedonie – Alexandr III. Veliký (336 – 323 př. n. l.) » Filip III. Arrhidaios (323 – 317 př. n. l.) a Alexandr IV. Aigos (323 – 310 př. n. l.)
- Epirus – Aeacides (331 – 313 př. n. l.)
- Odryská Thrácie – Seuthes III. (330 – 300 př. n. l.)
- Římská republika – konzulové C. Sulpicius Longus a Q. Aulius Cerretanus (323 př. n. l.)
- Syrakusy – vláda oligarchie (337 – 317 př. n. l.)
- Kartágo – Hamilcar II. (330 – 309 př. n. l.)
- Numidie – Zelalsen (343 – 274 př. n. l.)